# Histioteuthis eltaninae
Espèce
Histioteuthis eltaninae est une espèce de calmars bijoux de la famille des Histioteuthidae.

## Description
Histioteuthis eltaninae peut mesurer jusqu'à 30 cm,,,. 

## Répartition
L'espèce a été observée et documentée au large des côtes de Nouvelle-Zélande, à des profondeurs atteignant 1 650 m.

## Systématique
Le nom valide complet (avec auteur) de ce taxon est Histioteuthis eltaninae Voss (d), 1969,.

### Publication originale
- (en) Nancy A. Voss, « A monograph of the Cephalopoda of the North Atlantic. The family Histioteuthidae », Bulletin of Marine Science, États-Unis, vol. 19, no 4,‎ 1969, p. 713–867 (ISSN 0007-4977, e-ISSN 1553-6955).